# Partitieve kleurmenging

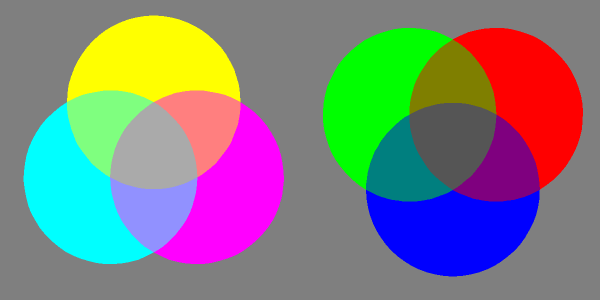
Het resultaat bij het mengen van CMY en RGB in de partitieve menging. De secundaire kleuren met CMY zijn te licht, met RGB te donker.

Partitieve kleurmenging is een manier van kleuren mengen waarbij de mengkleur donkerder is dan de helderste en helderder dan de donkerste bronkleur. Partitieve kleurmenging doet zich voor bij verschillend gekleurde stippen naast elkaar en/of bij kleurwisselingen snel na elkaar.

## Voorbeelden
Voorbeelden van partitieve kleurmenging zijn: ondoorzichtige verf, mozaïek, geruit weefsel, gobelins, kleursegmenten op een draaiende tol en de schijf van Newton (die wordt grijs, niet wit).

## Hoofdkleuren
Bij partitieve kleurmenging hebben we zes hoofdkleuren plus wit en zwart. De drie donkere hoofdkleuren bij partitieve menging zijn rood, groen en blauw (RGB), de drie lichte hoofdkleuren zijn cyaan, magenta en geel (CMY). Twee neutrale kleuren zijn wit en zwart (WK).

## Rasterdruk

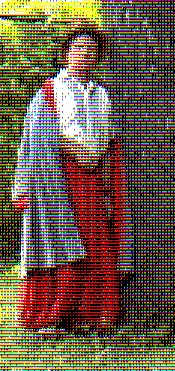
Gobelin met inslagdraden in de acht partitieve hoofdkleuren.

Rasterdruk illustreert goed de werking van de partitieve menging. Het drukproces zelf gebruikt dezelfde kleuren als bij het een subtractief mengsysteem omdat slechts CMY gebruikt wordt in lagen over elkaar heen (plus zwart ter ondersteuning = CMYK). Bij uitvergroting zijn echter stippen naast elkaar zichtbaar in de zes hoofdkleuren plus zwart, met wit als achtergrond. Dus een partitieve menging op microscopisch niveau. Op dezelfde manier is een goede kleurweergave ook mogelijk in gobelins, mozaïek, en in het pointillisme.

## Grijstinten
Bij de partitieve menging kunnen grijstinten op drie verschillende manieren verkregen worden door volgende kleuren in gepaste hoeveelheden naast elkaar te plaatsen:
- Met wit en zwart, hiermee kunnen alle grijzen verkregen worden.
- Met verzadigd CMY of RGB, hiermee kan slechts het grijs gemaakt in het midden van de twee afbeeldingen hierboven.
- Met de complementaire kleurenparen CR, MG, YB. Elk van die kleurenparen geeft slechts een bepaald grijs.

Door combinatie van de kleuren met zwart en/of wit kunnen hiermee ook andere grijstinten verkregen worden. Dit wordt zichtbaar door bijvoorbeeld de grijze tinten van dichtbij te bekijken in een gobelin (zoals die hiernaast).

## Monochromie

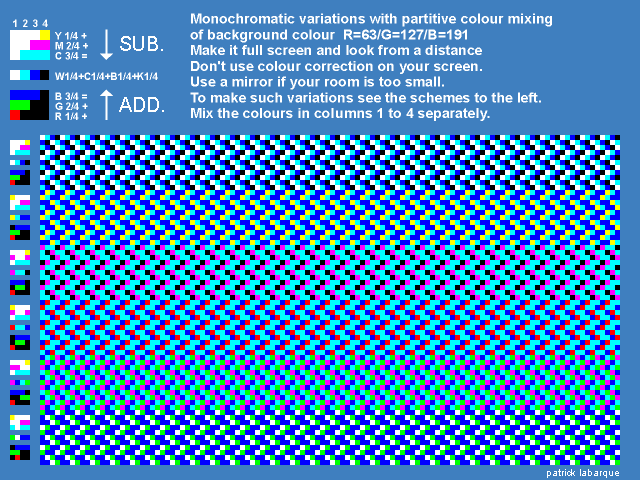
Monochromie

Eigenlijk geldt iets analoogs ook voor andere mengkleuren. In het algemeen kan bij de partitieve menging gesteld worden dat een mengkleur niet slechts op een wijze maar op verschillende wijzen kan bekomen worden. Dit levert prachtige mogelijkheden tot variatie bij pointillistische "monochromieën".
Wat hierboven geldt voor naast elkaar geldt ook voor na elkaar, zoals tollen, de schijf van Newton, etc. De meeste beamers werken ook met gekleurde beelden na elkaar. Maar doordat met elk beeld licht wordt toegevoegd, is dat een additief mengsysteem.

## Onverzadigde kleuren
Een partitieve menging hoeft zich niet te beperken tot het gebruik van verzadigde kleuren. Hiervoor kunnen ook onverzadigde kleurstippen naast elkaar gebruikt worden zoals in het pointillisme. We krijgen dan een partitieve menging in de stippen, door verfmenging, met een partitieve menging door stippen naast elkaar. Bij het mengen van verf liggen de microscopisch kleine pigmentkorrels naast elkaar.
primaire kleur · secundaire kleur · tertiaire kleur · complementaire kleur · kleurencirkel · partitieve kleurmenging · kleurcontrast · kleurtemperatuur

kleurcodering · kleurruimte · CIELAB · CMYK · HSL/HLS · HSV/HSB · HTML-kleuren · NCS · Pantone PMS · RAL · RGB · YIQ · YUV · YPbPr